# Limnogeologie
Limnogeologia este o știință interdisciplinară care se ocupă, în principal, cu studiul sedimentelor peloidice, terapeutice, depuse pe fundul unor lacuri, în general, saline. 
Din punct de vedere geologic, ea încearcă să elucideze vârsta diferitelor nivele ale sedimentelor, descrierea lor, compoziția chimică, riscurile de poluare și, în final, calcularea rezervelor exploatabile.
Cercetările se efectuează prin rețele de sondaje, cu gabaritul (L/l) corespunzător categoriei de rezerve dorite (o rețea mai deasă oferă un grad mai mare de cunoaștere). La cunoașterea acestor tipuri de sedimente participă biologia și microbiologia, care precizează compoziția zoocenozelor și fitocenozelor din ecosistem și în ce măsură participă activ la formarea pelogenului. Medicina contribuie prin cercetări ce stabilesc dacă peloidele sunt sau nu terapeutice și căror tipuri de afecțiuni li se adresează. 
În România s-au făcut cercetări limnogeologice pe majoritatea lacurilor terapeutice cum ar fi: Techirghiol, Nuntași, Murighiol, Istria, în Dobrogea, Lacul Sărat, Amara, Balta Albă, în Câmpia Română, Ocna Sibiului, Sovata, Ocna Șugatag, Bazna, în Transilvania.